# Ivanovce
Ivanovce es un municipio del distrito de Trenčín en la región de Trenčín, Eslovaquia, con una población estimada a final del año 2024 de 1084 habitantes.
Se encuentra ubicado en el centro-norte de la región, cerca del río Váh (cuenca hidrográfica del Danubio) y de la frontera con la República Checa.

## Demografía
| Año        | 1994 | 2004    | 2014     | 2024     |
| ---------- | ---- | ------- | -------- | -------- |
| Población  | 810  | 789     | 945      | 1084     |
| Diferencia |      | −2,59 % | +19,77 % | +14,70 % |

| Año        | 2023 | 2024    |
| ---------- | ---- | ------- |
| Población  | 1070 | 1084    |
| Diferencia |      | +1,30 % |